# Acaci de Cesarea
Acaci de Cesarea (Acacius, Ἀκάκιος), conegut com "el Borni" ὁ Μονόφθαλμος, fou pupil i successor d'Eusebi com a bisbe de Cesarea el 340 i amb alguna interrupció fins al 366. Va escriure la vida del seu mestre.
Fou inicialment semiarrià i fou deposat al concili de Sardica el 343. Després d'això va fundar el moviment homoeà (homoioúsios, és a dir "el Fill és només semblant al Pare", doctrina que fou acceptada al Concili de Selèucia (359) tot i que fou condemnat pels semiarrians. Altre cop la doctrina fou acceptada al concili de Constantinoble (360). Es va associar després a Aeci, autor del "Anomoeon", però el va abandonar sota la direcció de Constantí. Sota el catòlic Jovià aquest el va obligar a signar el credo del concili de Nicea I. Llavors va tornar a l'arrianisme i fou deposat el 365.
Va morir el 366. Va escriure 17 llibres eclesiàstics i 6 miscel·lànies. Entre les seves obres uns comentaris a l'Eclesiastès i a altres llibres bíblics, però només se'n conserven fragments. Un grup de teòlegs seguidors seus va existir del 357 al 361 i foren coneguts com a "Acacians".